# División de Honor femenina de balonmano 2021/22
Die División de Honor femenina de balonmano 2021/22 war die 65. Spielzeit der höchsten Spielklasse im spanischen Frauenhandball, die 39. der División de Honor femenina de balonmano. Nach dem Hauptsponsor wurde sie Liga Guerreras Iberdrola genannt. Die Spielzeit begann am 11. September 2021. Der Verband RFEBM war Ausrichter der Meisterschaft, Balonmano Bera Bera wurde spanischer Meister.

## Teams
14 Teams spielten in der Saison 2021/22 um den spanischen Meistertitel. Titelverteidiger war Balonmano Bera Bera. Der Erstplatzierte nach Abschluss der Spielzeit war spanischer Meister. Die vier letztplatzierten Teams stiegen in die División de Honor Plata ab.
Bera Bera gewann auch diese Spielzeit, es war der achte Titel des Vereins.

## Abschlusstabelle
| Pl.                                 | Verein                             | Sp. | S  | U | N  | Tore      | Diff. | Punkte  |
| ----------------------------------- | ---------------------------------- | --- | -- | - | -- | --------- | ----- | ------- |
| 1.                                  | Super Amara Bera Bera (M)          | 26  | 24 | 1 | 1  | 0813:5780 | +235  | 049:30  |
| 2.                                  | Costa del Sol Málaga               | 26  | 20 | 1 | 5  | 0771:6380 | +133  | 041:110 |
| 3.                                  | Rocasa Gran Canaria                | 26  | 16 | 4 | 6  | 0780:6950 | +85   | 036:160 |
| 4.                                  | Unicaja Banco Gijón                | 26  | 17 | 1 | 8  | 0721:6670 | +54   | 035:170 |
| 5.                                  | Club BM Mecalia Atlético Guardés   | 26  | 16 | 3 | 7  | 0726:6440 | +82   | 035:170 |
| 6.                                  | Visitelche.com BM Elche (P)        | 26  | 15 | 2 | 9  | 0653:6200 | +33   | 032:200 |
| 7.                                  | KH-7 BM Granollers                 | 26  | 15 | 2 | 9  | 0781:7090 | +72   | 032:200 |
| 8.                                  | Caja Rural Aura Valladolid         | 26  | 13 | 2 | 11 | 0793:7540 | +39   | 028:240 |
| 9.                                  | Zubileta Evolution Zuazo Barakaldo | 26  | 10 | 4 | 12 | 0698:6960 | +2    | 024:280 |
| 10.                                 | Conservas Orbe Rubensa BM Porriño  | 26  | 10 | 2 | 14 | 0691:7250 | −34   | 022:300 |
| 11.                                 | Club Balonmano Morvedre            | 26  | 7  | 1 | 18 | 0581:7240 | −143  | 015:370 |
| 12.                                 | Handbol Sant Quirze (N)            | 26  | 2  | 3 | 21 | 0590:7610 | −171  | 07:450  |
| 13.                                 | Balonmano Salud Tenerife           | 26  | 2  | 1 | 23 | 0613:8120 | −199  | 05:470  |
| 14.                                 | Zonzamas Cicar Lanzarote           | 26  | 0  | 3 | 23 | 0609:7970 | −188  | 03:490  |
| Quelle: RFEBM, Stand: 23. Juni 2022 |                                    |     |    |   |    |           |       |         |

Legende:

## Auszeichnungen

### All Star-Team
In das All Star-Team der Liga wurden gewählt:
- Rechtsaußen: Soledad López Jiménez
- Linksaußen: Maitane Etxeberria
- Rückraum Mitte: Silvia Arderíus
- Rückraum rechts: Paula Arcos
- Rückraum links: Malena Cavo
- Kreis: Elisabet Cesáreo
- Tor: Merche Castellanos

### Sonstiges
Weitere Auszeichnungen erhielten:
- Most Valuable Player: Paula Arcos
- meiste Tore: Ona Vegué Pena
- beste Verteidigerin: Rocio Campigli
- beste Newcomerin: Paola Bernabé Cobos
- bester Trainer: Jesús Gallardo Romero
- beste Schiedsrichter: Javier Álvarez Mata und Yon Bustamante López